# Windows Phone 8
Windows Phone 8 (kódové označení Apollo) je název druhé generace již nepodporovaného operačního systému řady Windows Phone, která byla vydána 29. října 2012. Stejně jako jeho předchůdce Windows Phone 7, používal rozhraní Metro (resp. Modern UI). Systém Windows Phone 8 již na rozdíl od předchozí generace nepoužíval architekturu Windows CE, ale přizpůsobené jádro ze systému Windows NT, podobně jako další Windows 8 (a starší systémy stejné řady NT).
Zařízení s Windows Phone 7 nejsou kompatibilní s Windows Phone 8, ačkoliv existovala aktualizace Windows Phone 7.8, která přinesla podobně vypadající rozhraní Metro. Stejně tak nebylo možné aplikace z Windows Phone 8 používat na starší verzi systému Windows Phone 7.
Windows Phone 8 zařízení vyráběla Nokia, HTC, Samsung, Huawei, Acer, LG, ZTE, Fujitsu a Dell.

## Novinky v systému
- Internet Explorer 10
- Podpora pro MicroSD karty
- Podpora pro rozlišení 1280×720 a 1280×768
- Podpora pro více-jádrové procesory (až do 64)
- Multitasking na pozadí
- Podpora nativního kódu (C a C++), zjednodušené portování aplikací z platforem jako jsou Android, Symbian a iOS.
- Kompatibilita s aplikacemi pro Windows 8
- Nákupy z aplikací

## GDR2
Bylo kódové označení pro druhou aktualizaci OS Windows Phone.
GDR2 (pro všechny telefony s OS Windows Phone 8)
- Přidání softwarové možnosti otevřít rádio, dříve tento prvek chyběl;
- Úprava v oblasti paměti, automatické a častější mazání dočasných souborů;
- Data Sense – aplikace od Microsoftu, která kontroluje přenesená data přes Wi-Fi a Mobilní síť;
- Drobné úpravy v Internetu Exploreru.

Amber (pouze pro telefony Lumia):
- Možnost probudit telefon pomocí poklepání na obrazovku dvěma prsty;
- Nové tapety a úprava Nokia Tune, Nokia SMS a Nokia Clock;
- Flip to silence, neboli otočení displeje způsobí ztišení buzení nebo příchozího hovoru;
- Možnost uživatelsky upravit displej, změna barevného podání, saturace a teploty barev;
- Možnost na zhasnutém displeji zobrazit pouze hodiny;
- Přidání systémové aplikace Filtr hovorů+SMS ve kterém lze, jak je známo z názvu, filtrovat neboli blokovat nechtěná čísla.

## GDR3
Bylo kódové označení třetí aktualizace pro telefony s platformou Windows Phone.
Tato aktualizace přinesla:
- Podpora Full HD displejů (1080×1920)
- Podpora výkonnějších procesorů (čtyřjádrový, Snapdragon 800)
- Podpora pro telefony s větší obrazovkou (tudíž možnost mít až 3 střední dlaždice vedle sebe)
- Lepší ovládání pro zrakově postižené (předčítání bude mít na starosti Screen Reader nebo později Microsoft Zira)
- Úpravu multitaskingu ve kterém přibude zobrazení ikony dané aplikace a možnost ukončení aplikace z multitaskingu.
- Lepší správu úložiště
- A další opravy

## Hlasování o chybějících vlastnostech
Uživatelé mohly hlasovat o tom, jaké chybějící schopnosti by nová verze systému měla obsahovat.